# Mesochorus spilotus
Mesochorus spilotus är en stekelart som beskrevs av Dasch 1974. Mesochorus spilotus ingår i släktet Mesochorus och familjen brokparasitsteklar. Inga underarter finns listade i Catalogue of Life.